# Státní poznávací značky v Evropě
Státní poznávací značka (zkratka SPZ , hovorově espézetka, též rozeznávací, evidenční, rejstříková nebo policejní značka) je většinou plastový, nebo kovový plát, který je připevněn na zadní a přední části vozidel. Tu musí mít podle Vídeňské úmluvě o silniční dopravě všechna vozidla, která cestují přes státní hranice. V Evropě má většina zemí SPZ složenou ze dvou hlavních částí, vlevo pruh (někdy však i napravo např. na SPZ Ruska) s kódem země a většinou nějaký znak (např. země EU mají nad kódem vlajku unie s dvanácti hvězdami, země mimo EU tam mají pak většinou státní znak, vlajku a nebo nic) nejčastěji na modrém pozadí a napravo kód složený z čísel a písmen. 
| Levý pruh země v EU se znakem (kód CZ = Česko) | Levý pruh země mimo EU se státní vlajkou (kód N = Norsko) | Levý pruh země mimo EU znaku i bez státní vlajky (kód TR = Turecko) | Levý pruh se zjednodušeným státním znakem (kód AL = Albánie) | Levý pruh bez modré barvy na pozadí (kód UK = Spojené království) |

## Formát
Většina evropských zemí používá rozměry SPZ, které jsou:
- 520 na 110 mm
- 520 na 120 mm

Další časté rozměry SPZ jsou: 
- 305 na 152 mm
- 305 na 160 mm
- 372 na 135 mm

Některé země používají i jiné rozměry:
- 330 na 140 mm v Andoře
- 440 na 120 mm ve Finsku
- 260 na 110 mm v Monaku
- 390 na 120 mm v San Marinu
- 300 na 80 mm ve Švýcarsku a Lichtenštejnsku (pouze na předních značkách)

## Různé druhy SPZ
Existují tři hlavní typy evropských SPZ:
- Standardní, která se objevuje na většině vozidel u všech evropských zemí je tento typ pouze na jednom řádku.
- SPZ na motocyklech, které mají štítky většinou na dvou řádcích (někdy ale i na jednom např. Andorra, nebo na třech např. Severní Makedonie) se používají pro motocykly a vozidla, kde je problém s místem na normální rozměry SPZ, např. vozidla dovezená ze zemí, kde montážní prostor nebyl původně navržen pro evropské velikosti SPZ (např. USA).
- Mopedové štítky se používají pro 2kolové mopedy a v Evropské unii a zemích EPR pro 4kolové mopedy (lehké čtyřkolky).

## SPZ jednotlivých zemí

### Země Evropy
| Země                | Kód | Pruh | Standardní SPZ | SPZ na motocyklech | SPZ na mopedech |
| ------------------- | --- | ---- | -------------- | ------------------ | --------------- |
| Albánie             | AL  |      |                |                    |                 |
| Andorra             | AND |      |                |                    |                 |
| Belgie              | B   |      |                |                    |                 |
| Bělorusko           | BY  |      |                |                    |                 |
| Bosna a Hercegovina | BIH |      |                |                    |                 |
| Bulharsko           | BG  |      |                |                    |                 |
| Černá Hora          | MNE |      |                |                    |                 |
| Česko               | CZ  |      |                |                    |                 |
| Dánsko              | DK  |      |                |                    |                 |
| Estonsko            | EST |      |                |                    |                 |
| Finsko              | FIN |      |                |                    |                 |
| Francie             | F   |      |                |                    |                 |
| Chorvatsko          | HR  |      |                |                    |                 |
| Irsko               | IRL |      |                |                    |                 |
| Island              | IS  |      |                |                    |                 |
| Itálie              | I   |      |                |                    |                 |
| Kypr                | CY  |      |                |                    |                 |
| Lichtenštejnsko     | FL  |      |                |                    |                 |
| Litva               | LT  |      |                |                    |                 |
| Lotyšsko            | LV  |      |                |                    |                 |
| Lucembursko         | L   |      |                |                    |                 |
| Maďarsko            | H   |      |                |                    |                 |
| Malta               | M   |      |                |                    |                 |
| Moldavsko           | MD  |      |                |                    |                 |
| Monako              | MC  |      |                |                    |                 |
| Německo             | D   |      |                |                    |                 |
| Nizozemsko          | NL  |      |                |                    |                 |
| Norsko              | N   |      |                |                    |                 |
| Polsko              | PL  |      |                |                    |                 |
| Portugalsko         | P   |      |                |                    |                 |
| Rakousko            | A   |      |                |                    |                 |
| Rumunsko            | RO  |      |                |                    |                 |
| Řecko               | GR  |      |                |                    |                 |
| San Marino          | RSM |      |                |                    |                 |
| Severní Makedonie   | NMK |      |                |                    |                 |
| Slovensko           | SK  |      |                |                    |                 |
| Slovinsko           | SLO |      |                |                    |                 |
| Spojené království  | UK  |      |                |                    |                 |
| Srbsko              | SRB |      |                |                    |                 |
| Španělsko           | E   |      |                |                    |                 |
| Švédsko             | S   |      |                |                    |                 |
| Švýcarsko           | CH  |      |                |                    |                 |
| Ukrajina            | UA  |      |                |                    |                 |
| Vatikán             | V   |      |                |                    |                 |

### Transkontinentální země
| Země        | Kód | Pruh | Standardní SPZ | SPZ na motocyklech |  |
| ----------- | --- | ---- | -------------- | ------------------ |  |
| Arménie     | AM  |      |                |                    |  |
| Ázerbájdžán | AZ  |      |                |                    |  |
| Gruzie      | GE  |      |                |                    |  |
| Rusko       | RUS |      |                |                    |  |
| Turecko     | TR  |      |                |                    |  |

### Závislá území
| Území                       | Kód | Pruh | Standardní SPZ | SPZ na motocyklech |
| --------------------------- | --- | ---- | -------------- | ------------------ |
| Alandy (Finsko)             | FIN |      |                |                    |
| Alderney (Velká Británie)   | GBA |      |                |                    |
| Faerské ostrovy (Dánsko)    | FO  |      |                |                    |
| Gibraltar (Velká Británie)  | GBZ |      |                |                    |
| Guernsey (Velká Británie)   | GBG |      |                |                    |
| Jersey (Velká Británie)     | GBJ |      |                |                    |
| Ostrov Man (Velká Británie) | GBM |      |                |                    |